# Трубицин, Сергей Александрович
Серге́й Алекса́ндрович Труби́цин (5 декабря 1959, Нальчик, Кабардино-Балкарская АССР, РСФСР, СССР) — советский футболист, полузащитник, мастер спорта (1988). Известен по своим выступлениям за нальчикский «Спартак», в составе которого он провёл более 440 матчей, что является третьим показателем за всю историю клуба. С 19 сентября 2017 по 8 ноября 2019 года являлся главным тренером родной команды.

## Биография

### Клубная карьера
Сергей является воспитанником специализированной детско-юношеской спортивной школы города Нальчика (тренеры — Анатолий Михайлович Ткаченко и Николай Григорьевич Окунев). Профессиональную карьеру игрока начал в 1978 году в местной команде первой союзной лиги «Спартак». В составе нальчан Трубицин провёл 12 сезонов. За это время он 373 раза появлялся на поле, забив 45 мячей. В 1990 году Сергей покинул родную команду и пополнил ряды калининской «Волги». За полгода провёл в составе волжан 13 матчей, после чего перешёл в стан астраханского «Волгаря». В составе «бурлаков» Сергей провёл 22 встречи, в которых трижды поражал ворота соперников. Перед началом сезона 1991 года вернулся в нальчикский «Спартак». После распада СССР пробовал свои силы на Кипре и в Финляндии, но вскоре получил травму и вернулся на родину, где продолжил выступать за прохладненский «Кавказкабель». За три сезона в команде он 77 раз появлялся на поле, четырежды поразив ворота соперников. В сезоне 1996 провёл две встречи в составе дебютанта третьей лиги российского футбола «Кабардей-ЗЭТ» из Нижнего Черека где и завершил карьеру игрока.

### Тренерская карьера
Перед началом сезона 1994 года по приглашению Юрия Наурзокова Трубицин вошёл в тренерский штаб нальчикского «Спартака». На протяжении последующих 17 сезонов Сергей неизменно был одним из тренеров нальчикской команды. В тандеме с Юрием Красножаном Трубицин вывел нальчан в высшую лигу российского футбола по итогам сезона 2005 года. По окончании сезона 2010, после ухода Красножана в московский «Локомотив», Трубицин покинул свой пост, заняв аналогичную должность в тренерском штабе нижегородской «Волги». С июня по декабрь 2011 года был помощником Сергея Ташуева в нальчикском «Спартаке», но покинул команду из-за разногласий связанных с видением тренировочного процесса. В 2012 году после увольнения Омари Тетрадзе из нижегородской команды Трубицин вместе с ним перешёл в подмосковные «Химки», а позднее и в клуб казахской высшей лиги «Жетысу» из Талдыкоргана. В сентябре 2014 года Трубицин вместе со своими коллегами по тренерскому штабу покинул команду по взаимной договоренности сторон.
В феврале 2015 года Сергей был назначен помощником Армена Степаняна в клубе южной зоны второй лиги «Машук-КМВ». 10 июля стал главным тренером команды. После поражения в первом же матче после возобновления первенства второй лиги 2015/16 от новокубанского «Биолога» Трубицин был отправлен в отставку. До конца сезона 2015/16 работал помощником главного тренера в ставропольском «Динамо».
19 сентября 2017 года, после ухода со своего поста Хасанби Биджиева, был назначен главным тренером нальчикского «Спартака». Уволен 8 ноября 2019 года по обоюдному согласию сторон.

## Награды
- Удостоен звания мастер спорта СССР: 1988[3].
- Удостоен звания заслуженного работника физической культуры и спорта Кабардино-Балкарии: 2005[3].

## Статистика выступлений

### Клубная
| Клуб                                               | Сезон | Чемпионат | Чемпионат | Чемпионат | Кубок | Кубок | Всего | Всего |
| Клуб                                               | Сезон | Уров.     | Игры      | Голы      | Игры  | Голы  | Игры  | Голы  |
| -------------------------------------------------- | ----- | --------- | --------- | --------- | ----- | ----- | ----- | ----- |
| Спартак (Нальчик)                                  | 1979  | II        | 41        | 0         | 5     | 0     | 46    | 0     |
| Спартак (Нальчик)                                  | 1980  | II        | 41        | 2         | 5     | 0     | 46    | 2     |
| Спартак (Нальчик)                                  | 1981  | III       | 34        | 6         | 2     | 0     | 36    | 6     |
| Спартак (Нальчик)                                  | 1982  | III       | 31        | 6         | 0     | 0     | 31    | 6     |
| Спартак (Нальчик)                                  | 1983  | III       | 30        | 7         | 1     | 0     | 31    | 7     |
| Спартак (Нальчик)                                  | 1984  | III       | 30        | 3         | 4     | 1     | 34    | 4     |
| Спартак (Нальчик)                                  | 1985  | III       | 30        | 3         | 1     | 0     | 31    | 3     |
| Спартак (Нальчик)                                  | 1986  | III       | 28        | 5         | 1     | 0     | 29    | 5     |
| Спартак (Нальчик)                                  | 1987  | III       | 31        | 4         | 1     | 0     | 32    | 4     |
| Спартак (Нальчик)                                  | 1988  | III       | 36        | 2         | 1+4*  | 1+1   | 41*   | 4     |
| Спартак (Нальчик)                                  | 1989  | III       | 41        | 7         | 1*    | 1     | 42*   | 8     |
| Спартак (Нальчик)                                  | Итого | Итого     | 373       | 45        | 26*   | 4     | 399*  | 49    |
| Волга (Калинин)                                    | 1990  | IV        | 13        | 0         | 0     | 0     | 13    | 0     |
| Волга (Калинин)                                    | Итого | Итого     | 13        | 0         | 0     | 0     | 13    | 0     |
| Волгарь                                            | 1990  | III       | 22        | 3         | 0     | 0     | 22    | 3     |
| Волгарь                                            | Итого | Итого     | 22        | 3         | 0     | 0     | 22    | 3     |
| Спартак (Нальчик)                                  | 1991  | III       | 41        | 2         | 2*    | 1     | 43*   | 3     |
| Спартак (Нальчик)                                  | Итого | Итого     | 41        | 2         | 2*    | 1     | 43*   | 3     |
| Куопион Паллосеура                                 | 1992  | I         | 0         | 0         | 0     | 0     | 0     | 0     |
| Куопион Паллосеура                                 | Итого | Итого     | !0        | 0         | 0     | 0     | 0     | 0     |
| Кавказкабель                                       | 1992  | III       | 35        | 3         | 3     | 1     | 38    | 4     |
| Кавказкабель                                       | 1993  | III       | 22        | 0         | 2     | 1     | 24    | 1     |
| Кавказкабель                                       | 1994  | III       | 20        | 1         | 4     | 0     | 24    | 1     |
| Кавказкабель                                       | Итого | Итого     | 77        | 4         | 9     | 2     | 86    | 6     |
| в 1995 году не выступал на профессиональном уровне |       |           |           |           |       |       |       |       |
| Кабардей-ЗЭТ                                       | 1996  | IV        | 2         | 0         | 0     | 0     | 2     | 0     |
| Кабардей-ЗЭТ                                       | Итого | Итого     | 2         | 0         | 0     | 0     | 2     | 0     |
| Всего                                              | Всего | Всего     | 528       | 54        | 37*   | 7     | 565*  | 61    |

### Тренерская
| Клуб                    | Страна      | Начало работы    | Окончание работы | Результаты | Результаты | Результаты | Результаты | Результаты | Результаты | Результаты |
| Клуб                    | Страна      | Начало работы    | Окончание работы | И          | В          | Н          | П          | В %        | Н %        | П %        |
| ----------------------- | ----------- | ---------------- | ---------------- | ---------- | ---------- | ---------- | ---------- | ---------- | ---------- | ---------- |
| «Машук-КМВ» (Пятигорск) | Флаг России | 10 июля 2015     | 3 апреля 2016    | 26         | 10         | 5          | 11         | 38.46      | 19.23      | 42.31      |
| «Спартак» (Нальчик)     | Флаг России | 19 сентября 2017 | 8 ноября 2019    | 76         | 25         | 28         | 23         | 32.89      | 36.84      | 30.27      |

Источник: sportbox.ru